# Sinsat
Sinsat korábbi község Franciaországban, Ariège megyében. Lakosainak száma 105 fő (2018. január 1.). Sinsat Aulos, Bouan, Larcat, Ornolac-Ussat-les-Bains és Verdun községekkel határos.
2019. január 1-jén Aulos korábbi községgel egyesült és az így létrejött Aulos-Sinsat új község része lett.

## Népesség
A település népessége az elmúlt években az alábbi módon változott:
| Lakosok száma | 75   | 80   | 110  | 109  | 114  | 105  | 112  | 121  | 112  | 105  |
|               | 1968 | 1975 | 1982 | 1999 | 2006 | 2011 | 2013 | 2016 | 2017 | 2018 |